# Cucullia albipennis
Cucullia albipennis là một loài bướm đêm trong họ Noctuidae.